# Cranganor
Cranganor (Cranganore ou Kodungallur, em inglês) é uma cidade do distrito de Thrissur, no estado indiano de Kerala. Encontra-se cerca de 38 km ao norte de Cochim, na costa do Malabar. Sua população é de 33 543 habitantes (2001).
Crê-se que o Apóstolo Tomé aportou em Cranganor em 52 e ali pregou o Evangelho. A cidade tornou-se o mais antigo centro cristão siríaco nasrani do Malabar e a Igreja de São Tomás (Igreja de São Tomé), ali localizada, parece ser a mais antiga da Índia.
Foi um território da Portugal entre os anos de 1536 e 1662. 

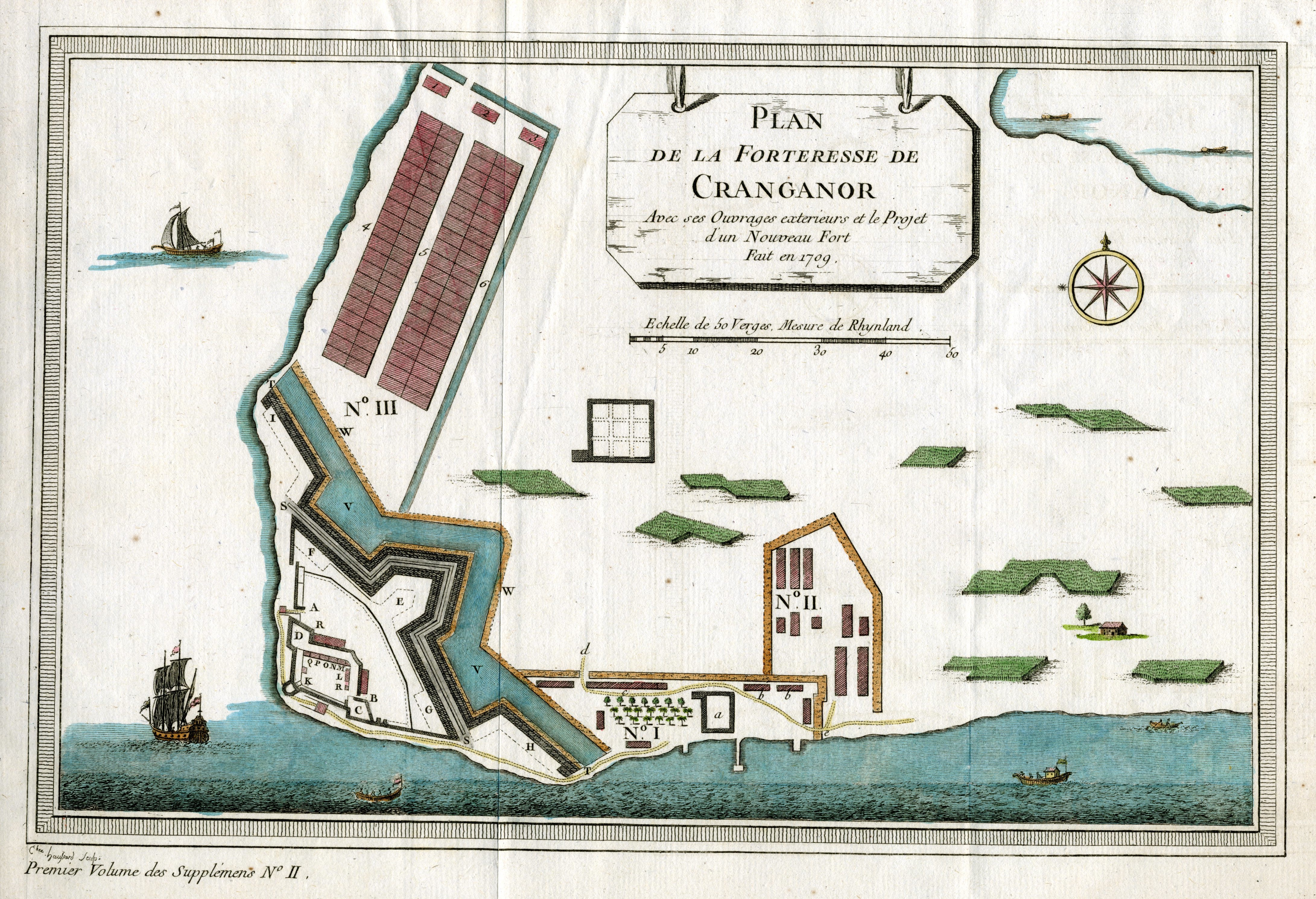
Cranganor, mapa da fortaleza. in Supplément à l'Histoire générale des Voyages, de La harpe.1709